# Antonio González Zumárraga
Antonio José González Zumárraga (Pujilí, 18 de marzo de 1925-Valle de los Chillos, 13 de octubre de 2008) fue un eclesiástico católico ecuatoriano. Arzobispo de Quito, entre 1985 y 2003, siendo el primero con la dignidad de primado del Ecuador. 

## Biografía
Nació el 18 de marzo de 1925 en la cantón ecuatoriano de Pujilí. Hijo de Luis González y Leonor Benilde Zumárraga, quienes eran pequeños terratenientes. Tenía siete hermanos.
Realizó su formación primaria en el Colegio «Dr. Pablo Herrera» hasta el verano de 1938, ingresando al Seminario Menor de Quito, cursando su formación secundaria (1938-1944). 
En octubre de 1944, ingresó al Seminario Mayor, donde realizó los estudios eclesiásticos.
Tras cursar estudios en la Universidad Pontificia de Salamanca (1954-1957), obtuvo el doctorado en Derecho canónico, con la obra: Problemas del Patronato Indiano a través del Gobierno Eclesiástico Pacífico de Fray Gaspar de Villarroel. En 1961 su tesis fue publicada por la editorial ESET de Vitoria. En 1990, con motivo del V Centenario del Descubrimiento de América, se publicó nuevamente esta importante obra con el título: «Fray Gaspar de Villarroel, su Gobierno Eclesiástico del Pacífico y Patrocinio Indio».

### Sacerdocio
Su ordenación sacerdotal fue el 29 de junio de 1951, a manos del arzobispo Carlos María Javier de la Torre; incardinándose en la arquidiócesis de Quito.
Como sacerdote desempeñó los siguientes ministerios:
- Vicario coadjutor de San Sebastián (1951-1953).
- Vicario coadjutor de El Belén (1953-1954).
- Vicerrector del Colegio-Internado Borja N.º 2 (1957-1958).[1]
- Subsecretario de la curia metropolitana (1958).
- Profesor en la Facultad de Economía, Derecho y Teología de la Pontificia Universidad Católica del Ecuador[3] (1958-1960).
- Profesor de Derecho canónico en la Escuela de Ciencias Religiosas, y de Derecho canónico, Pastoral sacramental y Moral en la Facultad de Ciencias Filosófico-Teológicas.
- Canónigo de la Catedral de Quito (1961-1969).

También le asignaron funciones de abogacía en el mismo Capítulo Catedralicio.
- Profesor de Religión del «Colegio Sagrados Corazones» de Rumipamba (1964-1966).
- Canciller de la curia metropolitana (1964-1969).
- Vicario episcopal de Pastoral.
- Rector del «Colegio Nuestra Madre de la Merced» (1961-1969).[4]

## Episcopado

### Obispo auxiliar de Quito
El 17 de mayo de 1969, el papa Pablo VI lo nombró obispo titular de Tagarata y obispo auxiliar de Quito. Fue consagrado el 15 de junio del mismo año, en la Catedral de Quito, a manos del arzobispo Pablo Muñoz Vega SJ.
- Presidente de la Comisión Episcopal de Liturgia; Magisterio de la Iglesia, y de Evangelización y Catequesis en la Conferencia Episcopal Ecuatoriana (CEE).[2]

### Obispo de Machala
En marzo de 1976, fue nombrado administrador apostólico de Machala. El 30 de enero de 1978, fue promovido como obispo de Machala.
Fue delegado de la CEE ante el Consejo Episcopal Latinoamericano, y como tal participó en la Asamblea General celebrada en 1977 en San Juan de Puerto Rico.
Asistió a la III Conferencia General del Episcopado Latinoamericano, en Puebla (México), entre enero y febrero de 1979.

### Arzobispo en Quito

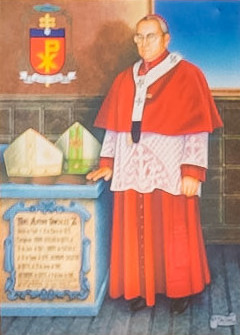
Retrato del cardenal-arzobispo Antonio González Zumárraga, en la Sala Capitular de la Catedral Metropolitana de Quito.

El 28 de junio de 1980, el papa Juan Pablo II lo nombró arzobispo coadjutor de Quito. Tomó posesión canónica de la sede el 22 de octubre del mismo año.
Representó al arzobispo de Quito, como miembro del Consejo Consultivo del Ministerio de Relaciones Exteriores. 
Asistió a la VI Asamblea Ordinaria del Sínodo de los obispos, en la Ciudad del Vaticano, del 29 de septiembre al 28 de octubre de 1983.
En 1985 fue creada Radio Católica Nacional del Ecuador, siendo invitado a hablar en el programa «La Palabra de Dios», ayudando así a sacerdotes y fieles del país con sus homilías, recopiladas posteriormente en dos libros titulados: "Mensaje dominical".
El 1 de junio de 1985, aceptada la renuncia de Pablo Muñoz Vega SJ, pasó automáticamente a ser arzobispo de Quito.
Durante su episcopado, se preocupó pastoralmente por los barrios marginados, dotándolos de pequeñas comunidades religiosas. También incrementó la creación de nuevas parroquias, y un buen número de seminaristas.
- Vicepresidente, presidente (1987-1993), y presidente honorario de la Conferencia Episcopal Ecuatoriana (CEE).[4]
- Consejero de la Pontificia Comisión para América Latina (desde 1984).En el Consejo Episcopal Latinoamericano (CELAM) fue: miembro de la Comisión Episcopal de Vida Consagrada, y de la Comisión Episcopal de Vocaciones y Ministerios. Además, fue presidente del Departamento de Catequesis.[5]

Asistió a la IV Conferencia General del Episcopado Latinoamericano y del Caribe, en Santo Domingo (República Dominicana), del 12 al 28 de octubre de 1992.

#### Primicia en Ecuador
El 11 de noviembre de 1995 por decreto de la entonces Congregación para los Obispos se elevó la arquidiócesis a sede primada, otorgando a los arzobispos de Quito el título de primado del Ecuador (Primas Aequatoria), es decir, la categoría más importante del país. Así se convirtió en el primer arzobispo primado de Ecuador. 
Asistió a la Asamblea Especial para América del Sínodo de los obispos, en Ciudad del Vaticano, del 16 de noviembre al 12 de diciembre de 1997.
En el 2000, presentó su renuncia como lo establece el Código de Derecho Canónico. El 21 de marzo de 2003, el papa Juan Pablo II aceptó su renuncia como arzobispo de Quito, nombrado a su sucesor al mismo tiempo.

## Cardenalato

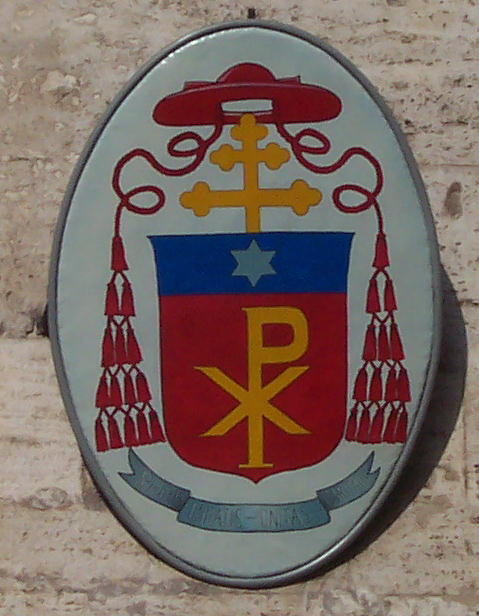
Escudo cardenalicio de González Zumárraga en Santa Maria in Via.

Fue creado cardenal por el papa Juan Pablo II durante el consistorio del 21 de febrero de 2001, con el titulus de cardenal presbítero de Santa María del Camino. Toma posesión formal de su Iglesia Titular el 25 de febrero del mismo año.
El 18 de mayo de 2001, fue nombrado miembro del Consejo Pontificio para los Laicos, y consejero de la Pontificia Comisión para América Latina.
En 2005, cumplió 80 años, con lo cual perdió su participación en cualquier eventual cónclave. Tras la muerte de Juan Pablo II, solo un mes más tarde, por su edad no pudo participar en el cónclave de 2005, que concluyó con la elección de Benedicto XVI.

## Últimos años

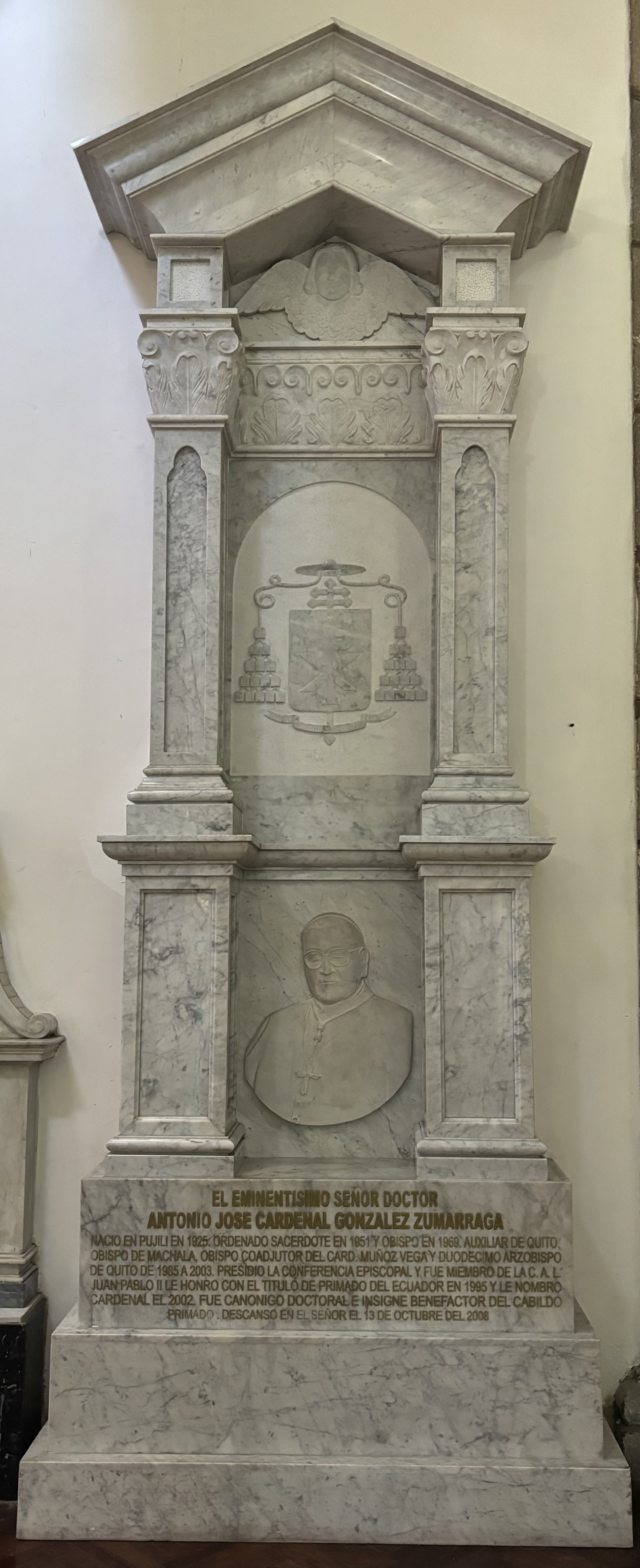
Mausoleo de González Zumárraga, en la Catedral Metropolitana de Quito.

En sus últimos años colaboró en el Tribunal Eclesiástico nacional de Apelación para causas matrimoniales. Fue presidente de la Comisión Central del III Congreso Americano Misionero CAM3, que se realizó en Quito en agosto de 2008.

### Fallecimiento
Falleció el 12 de octubre de 2008, a los 83 años, en su residencia en el Valle de los Chillos, al sur oriental de Quito. El funeral se realizó dos días después en la Catedral metropolitana de dicha ciudad, en cuya cripta fue posteriormente sepultado.

## Honores

### Condecoraciones
- Huésped ilustre de Loja.[13]

### Homenajes
- Unidad Educativa Cardenal González Zumárraga, Quito.

## Obras
- Fray Gaspar de Villarroel, su Gobierno Eclesiástico del Pacífico y Patrocinio Indio (1990).
- Alabanzas a la Santísima Virgen María (2004).
- Historia de las Misiones en el Ecuador (2007).[14][15]